# 盐河街道
盐河街道，是中华人民共和国江苏省淮安市清江浦区下辖的一个乡镇级行政单位。
2018年12月1日，设立盐河街道。以城南街道的轮窑村委会，原盐河镇的王元村委会和原黄码乡的吴圩、许庄、王李、李集、周圩5个村委会区域为盐河街道行政区域。盐河街道办事处驻王元村境内，办公地址为武黄路88号。杨庙、甘露、姚湾、盐河、大李、谢碾、渠北、官庄、胡庄、朱桥、宋潮11个村委会区域为黄码镇行政区域。区划代码改为 。

## 行政区划
盐河街道下辖以下地区：
盐河社区、杨庙村、甘露村、姚湾村、大李村、王元村和谢碾村。